# Menil Collection

Logo

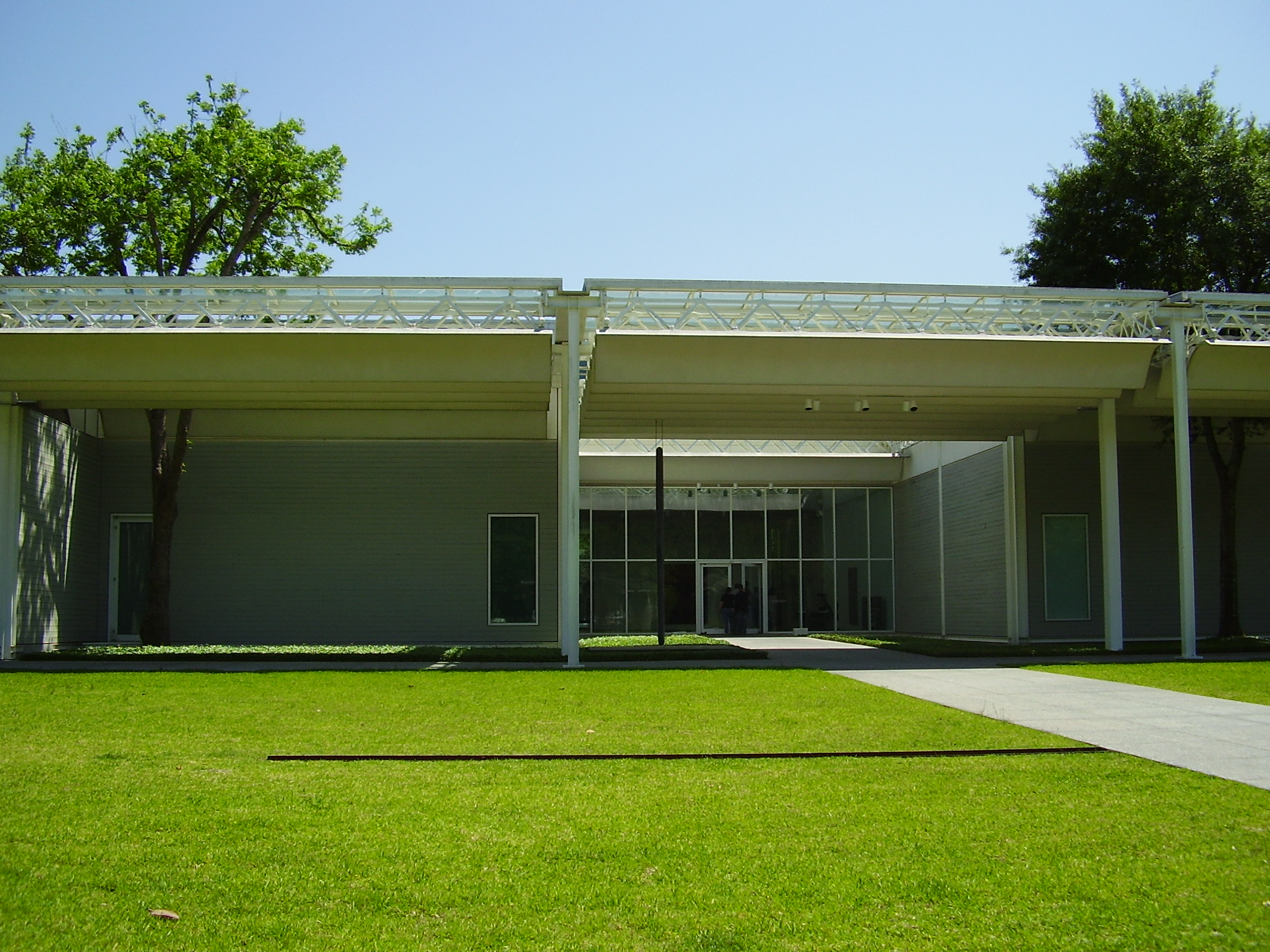
Sammlung Menil

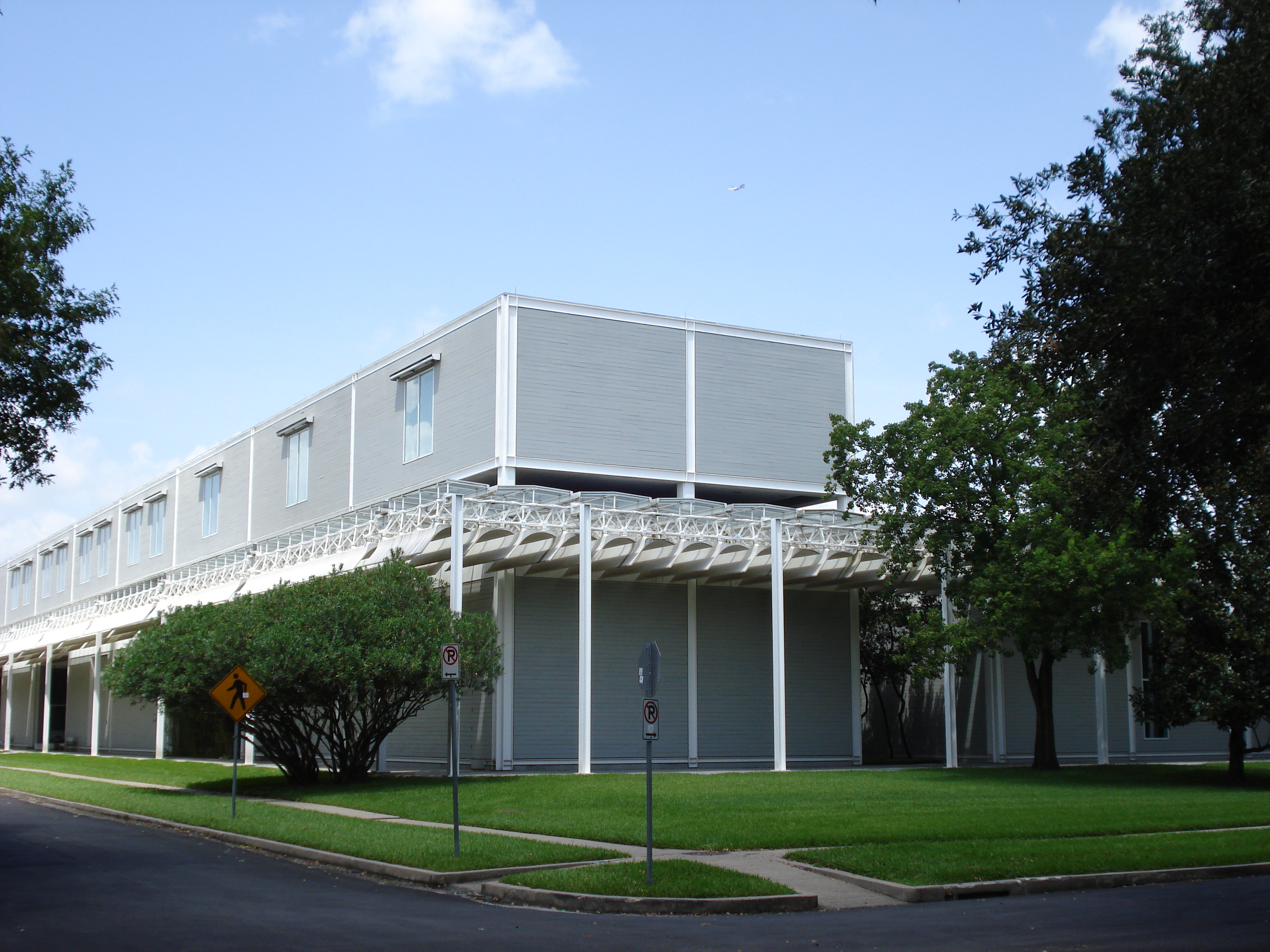
Eine Ecke der Sammlung Menil

Die Menil Collection ist der Name eines Museums in Houston (Texas, USA), das die private Kunstsammlung der Gründer John de Ménil und Dominique de Ménil ausstellt.
Das von Renzo Piano entworfene Museum wurde im Juni 1987 eröffnet. Die Sammlung umfasst Kunst des 20. Jahrhunderts, darunter mehr als 15.000 Gemälde, Skulpturen, Drucke, Zeichnungen, Fotografien und seltene Bücher. Zu den Künstlern gehören Yves Tanguy, René Magritte, Max Ernst, Man Ray, Marcel Duchamp, Henri Matisse, Pablo Picasso und Wols. Ebenfalls vertreten sind Pop Art und Gegenwartskunst von Jackson Pollock, Andy Warhol, Mark Rothko, Robert Rauschenberg und Cy Twombly. Außerdem zeigt die Dauerausstellung des Museums byzantinische, mittelalterliche und primitive Kunst.